# Mihaela Sandu
Mihaela Sandu (n. 19 februarie 1977, Ploiești, România) este o jucătoare română de șah care deține titlul FIDE de Woman Grandmaster (WGM, 2008) și Woman International Master (WIM, 2007).

## Cariera în șah
, Mihaela Sandu a câștigat medalia de argint la Campionatul European de șah pentru tineret, care a avut loc în anul 1991 la Mamaia, la categoria de vârstă U14. În 1993 a participat la Campionatul Mondial de șah pentru tineret la categoria de vârstă U16. În 2003, la București, Mihaela Sandu a câștigat turneul internațional de șah feminin Roses Cup Women. În campionatul românesc de șah feminin a câștigat medalii de argint (2014) și bronz (2013). În 2024, a obținut locul 4 la același campionat.
Sandu a jucat pentru România la Olimpiada de șah feminin:
- În 2012, la tabla de rezervă la a 40-a Olimpiadă de șah (femei) de la Istanbul (+2, =1, −2).

A jucat pentru România în Campionatele Europene de șah pe echipe:
- În 2009, pe tabla a patra la al 8-lea Campionat European de șah pe echipe (femei) de la Novi Sad (+2, =2, −2),
- În 2015, la tabla de rezervă la al 11-lea Campionat European de șah pe echipe (femei) de la Reykjavik (+4, =0, −3).

În 2007, Sandu a primit titlul maestră internațională (WIM) a FIDE și titlul de mare maestră internațională (WGM) un an mai târziu.

## Controverse
Sandu a fost acuzată că ar fi trișat la Campionatul European de Șah Feminin din 2015, din Georgia. Mai exact, a fost acuzată  că s-ar fi folosit de un soft pentru a simula mișcările, acuzații dovedite mai târziu false.